# Kamimura Hikonojō

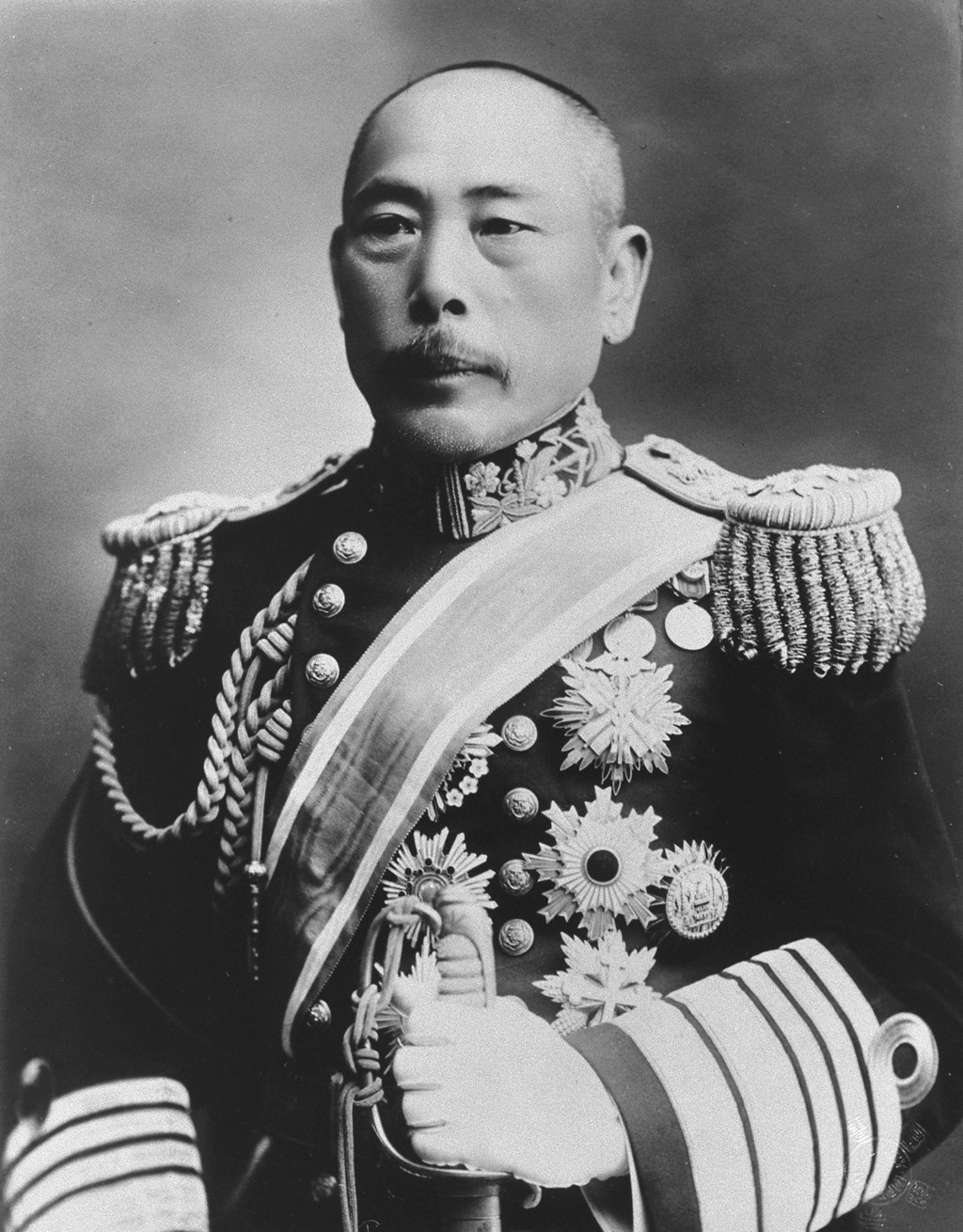
Kamimura Hikonojo

Kamimura Hikonojō (jap. 上村 彦之丞; * 1. Mai 1849; † 8. August 1916) war ein japanischer Admiral. Er diente von 1871 bis 1914 in der Kaiserlich Japanischen Marine und von 1911 bis 1916 im Obersten Kriegsrat Japans. Während des Russisch-Japanischen Kriegs 1904–1905 befehligte er die japanische 2. Flotte, insbesondere im Seegefecht bei Ulsan und in der Seeschlacht bei Tsushima.

## Frühe Laufbahn
Kamimura war Spross einer Samurai-Familie aus dem Han Satsuma auf der Insel Kyūshū. Im Boshin-Krieg 1868–1869 diente er als Infanterist auf der kaiserlichen Seite. Nach der Meiji-Restauration trat Kamimura 1871 als einer der ersten Kadetten in die Kaiserliche Marineakademie ein. Seine Beförderung zum Leutnant erfolgte 1879. Es folgten Dienst auf verschiedenen Bord- und Stabsstellen und stetige Beförderungen. 1890 wurde er Korvettenkapitän, und im folgenden Jahre erhielt er sein erstes eigenes Kommando, auf dem Kanonenboot Maya. 1893 übernahm er den Kleinen Kreuzer Chōkai. Eine Woche nach Ausbruch des Ersten Japanisch-Chinesischen Kriegs (1894–1895) wurde er Kommandant des neuen Geschützten Kreuzers Akitsushima, mit dem er sich in der Seeschlacht von Yalu am 17. September 1894 auszeichnete. Im Dezember 1894 wurde er zum Kapitän befördert.
Nach Beendigung des Krieges hatte er verschiedene Bord- und Stabsdienststellungen inne. 1899 wurde er zum Konteradmiral und 1903 zum Vizeadmiral befördert. Im Oktober 1902 wurde er Befehlshaber der Reserveflotte.

## Russisch-Japanischer Krieg
Kurz nach Beginn des Russisch-Japanischen Kriegs wurde er zum Oberbefehlshaber der 2. Flotte ernannt, die das russische Kreuzergeschwader in Wladiwostok neutralisieren sollte. Er setzte seine Flagge auf dem modernen, in England gebauten Panzerkreuzer Izumo. Als es den russischen Kreuzern im April und Juni 1904 gelang, japanische Truppentransporter im Japanischen Meer zu versenken, sah sich Kamimura in Japan heftiger öffentlicher Kritik ausgesetzt; ein Mob griff sein Haus an, und Teile der Presse forderten ihn auf, Selbstmord durch Seppuku zu begehen. Mit seinem Sieg im Seegefecht bei Ulsan über das Wladiwostoker Kreuzergeschwader unter Karl Petrowitsch Jessen am 14. August 1904, als er einen der drei russischen Panzerkreuzer versenken konnte, gelang es ihm, seinen guten Ruf wiederherzustellen. In der Seeschlacht bei Tsushima im Mai 1905 befehligte er ebenfalls die 2. Flotte, die vor allem in den Kämpfen während der Nacht und am zweiten Tag zum Einsatz kam.

## Spätere Laufbahn
Im Dezember 1905 wurde Kamimura Befehlshaber der wichtigen Marinebasis Yokosuka in der Bucht von Tokio und Mitglied des Admiralitätskomitees. 1907 wurde er als danshaku (Baron) in den Adelsstand erhoben. Im Dezember 1909 erhielt er den Oberbefehl über die 1. Flotte (den Kern der japanischen Schlachtflotte), und am 1. Dezember 1910 wurde er zum Admiral befördert. Ab 1911 diente er als Mitglied des Obersten Kriegsrats. Am 1. Mai 1914 schied er aus dem aktiven Dienst aus.
Er starb im August 1916 und wurde im Tempelbezirk von Myohon-ji in Kamakura beerdigt.